# شادمهر (مه‌ولات)
شادمِهر شهری در بخش شادمهر شهرستان مه‌ولات استان خراسان رضوی ایران است. روستای شادمهر در سال ۱۳۸۷ به شهر ارتقا یافت. این شهر در دامنه‌های جنوبی رشته‌کوه کوهسرخ قرار دارد.پیچ اینستاگرامی شهر شادمهر

## جمعیت
بر پایه سرشماری عمومی نفوس و مسکن در سال ۱۳۹۵ جمعیت این شهر ۳٬۸۲۵ نفر (در ۱٬۱۵۱ خانوار) بوده‌است.